# Индри
Индри (лат. Indri indri) је врста лемура из породице Indriidae. 

## Распрострањење
Ареал индрија је ограничен на исток Мадагаскара.

## Станиште
Станишта врсте су кишне шуме до највише 1.800 метара.

## Угроженост
Ова врста се сматра угроженом.